# 豊洲シエルタワー
豊洲シエルタワー（とよすシエルタワー）は、東京都江東区豊洲に所在する超高層マンション。本項では併せて建てられた商業棟のシエルコートについても記載する。

## 概要
計画地は地下鉄有楽町線豊洲駅周辺に立地していたものの、老朽建物や未利用地があり、建物が細街路に面しているなど防災上の問題を抱えていた。このため、1986年3月に地権者による勉強会が発足。老朽建築物等の集約整備による居住環境の改善を図り、併せて、2006年3月に控えるゆりかもめ・豊洲駅延伸開業を見据え、交通結節点として駅前にふさわしい、賑わいのある商業空間の創出による都市機能の充実を図ろうと検討を開始。2001年1月に都市計画決定を受け、10月に豊洲駅前地区市街地再開発組合を設立。商業棟と住宅棟および地区の防災性向上に資する歩道上空地・広場の整備に取り組み、2006年9月に竣工を迎えた。

## 豊洲シエルタワー
センターボイド構造を採用した地下1階 地上40階建ての分譲・権利者・賃貸からなる住宅棟である。地下1階レベルで有楽町線、地上3階レベルでゆりかもめの豊洲駅と直結し、円滑な乗り換え動線が歩行者デッキ、エレベーター、エスカレーター等の設置により確保されている。
1・2階に江東区豊洲子ども家庭支援センター（豊洲みずべ）、3階に昭和医科大学豊洲クリニック予防医学センターが入り、4階～40階が共同住宅となる。このうち、7階～31階の395戸が再開発に参加組合員として加わった都市再生機構（UR）の賃貸住宅となっている。

## シエルコート
晴海通りに面した4階建ての商業棟。核店舗としてサカガミグランルパ豊洲店、ほかにクリニック、保育園、学習塾、飲食店などが入る。